# Uerdingen
Uerdingen är en stadsdel i Krefeld i Tyskland som fram till 1929 var en självständig stad
Stadsdelen Uerdingen i Krefeld är mest känd för fotbollslaget KFC Uerdingen 05 som under namnet Bayer 05 Uerdingen vann tyska cupen 1985 efter seger mot storlaget FC Bayern München. Uerdingens största och mest kända industri är Bayer AG.